# Клаудіо Баес
Клаудіо Баес (ісп. Claudio Báez; 23 березня 1948, Гвадалахара, Халіско — 19 листопада 2017, Куернавака, Морелос) — мексиканський актор.

## Життєпис
Народився 23 березня 1948 року в місті Гвадалахара, штат Халіско. Отримав диплом ветеринара, проте обрав кар'єру актора. Його фільмографія налічує понад 60 ролей в кіно та на телебаченні, в тому числі в теленовелах «Дика роза», «Просто Марія», «Моя друга мама» та інші.
1975 року одружився з акторкою Ісаурою Еспіноса. У подружжя народились двоє дітей — дочка Клаудія та син Хорхе. Розлучилися 1987 року.
Клаудіо Баес помер 19 листопада 2017 року в місті Куернавака, штат Морелос, в 69-річному віці від емфіземи легень.

## Вибрана фільмографія
| Рік       |   | Українська назва                 | Оригінальна назва                 | Роль                       |
| --------- | - | -------------------------------- | --------------------------------- | -------------------------- |
| 1983      | с | Коли діти йдуть                  | Cuando los hijos se van           | Хорхе Герра                |
| 1984—1985 | с | Щасливі роки                     | Los años felices                  | Габріель                   |
| 1985      | ф | Заборонений пляж                 | Playa prohibida                   | Серхіо                     |
| 1985—1986 | с | Прожити ще трохи                 | Vivir un poco                     | Армандо Фонтес             |
| 1987      | ф | Готель «Колоніаль»               | Hotel Colonial                    | Андерсон                   |
| 1987—1988 | с | Дика роза                        | Rosa salvaje                      | ліценціат Федеріко Роблес  |
| 1989      | с | Моя друга мама                   | Mi segunda madre                  | Херардо Пенья              |
| 1989      | с | Просто Марія                     | Simplemente María                 | дон Густаво дель Вільяр    |
| 1991—2007 | с | Жінка, випадки з реального життя | Mujer, casos de la vida real      | Ефраїм                     |
| 1996—1997 | с | Ти і я                           | Tú y yo                           | Роберто Альварес           |
| 1997—1998 | с | Таємниця Алехандри               | El secreto de Alejandra           | доктор Нуньєс              |
| 1998—1999 | с | Привілей кохати                  | El privilegio de amar             | Крістобаль                 |
| 1999      | с | Заради твого кохання             | Por tu amor                       | Лусіано Ігерас             |
| 2001      | ф | Перлина                          | The Pearl                         | слуга доктора Карла        |
| 2007—2008 | с | Проклята краса                   | A diablo con los guapos           | Франсуа                    |
| 2008      | с | Роза Гвадалупе                   | La Rosa Guadalupe                 | Лоренцо                    |
| 2009      | с | Мій гріх                         | Mi pecado                         | ліценціат Лусіано Ордоріка |
| 2010      | с | Я твоя хазяйка                   | Soy tu dueña                      | Оскар Ампудія              |
| 2012      | с | Притулок для кохання             | Un refugio para el amor           | сеньйор Ластра             |
| 2014      | с | Кішка                            | La gata                           | Ернесто Канту              |
| 2014—2015 | с | Італійка збирається заміж        | Muchacha italiana viene a casarse | Максімо Анхелес            |
| 2016—2017 | с | Прокидатися з тобою              | Despertar contigo                 | полковник                  |